# ハレ・マキリ
ハレ・マキリ (Hare Makiri、1978年5月31日 - ) は、ニュージーランド出身の元ラグビー選手で、現在はラグビー指導者。元日本代表。

## プロフィール
- ニュージーランド出身[1]。
- 現役時代のポジションはフランカー(FL)。
- 身長190 cm、体重105 kg。
- 日本代表通算キャップ数は26。

## 来歴
ステファンズ高校卒業後、チーフスを経て、2002年、鐘淵化学に加入
翌2003年、福岡サニックスボムズ(現・宗像サニックスブルース)に加入。
2014年、現役引退後、宗像サニックスブルースのFWコーチに就任。
そして2017年、7人制日本代表のコーチに就任。
2020年、7人制女子日本代表のヘッドコーチに昇格。
翌2021年、7人制女子日本代表のヘッドコーチを退任した。

## リンク
- Hare Makiri Rugby Union